# Dinamo Suchumi

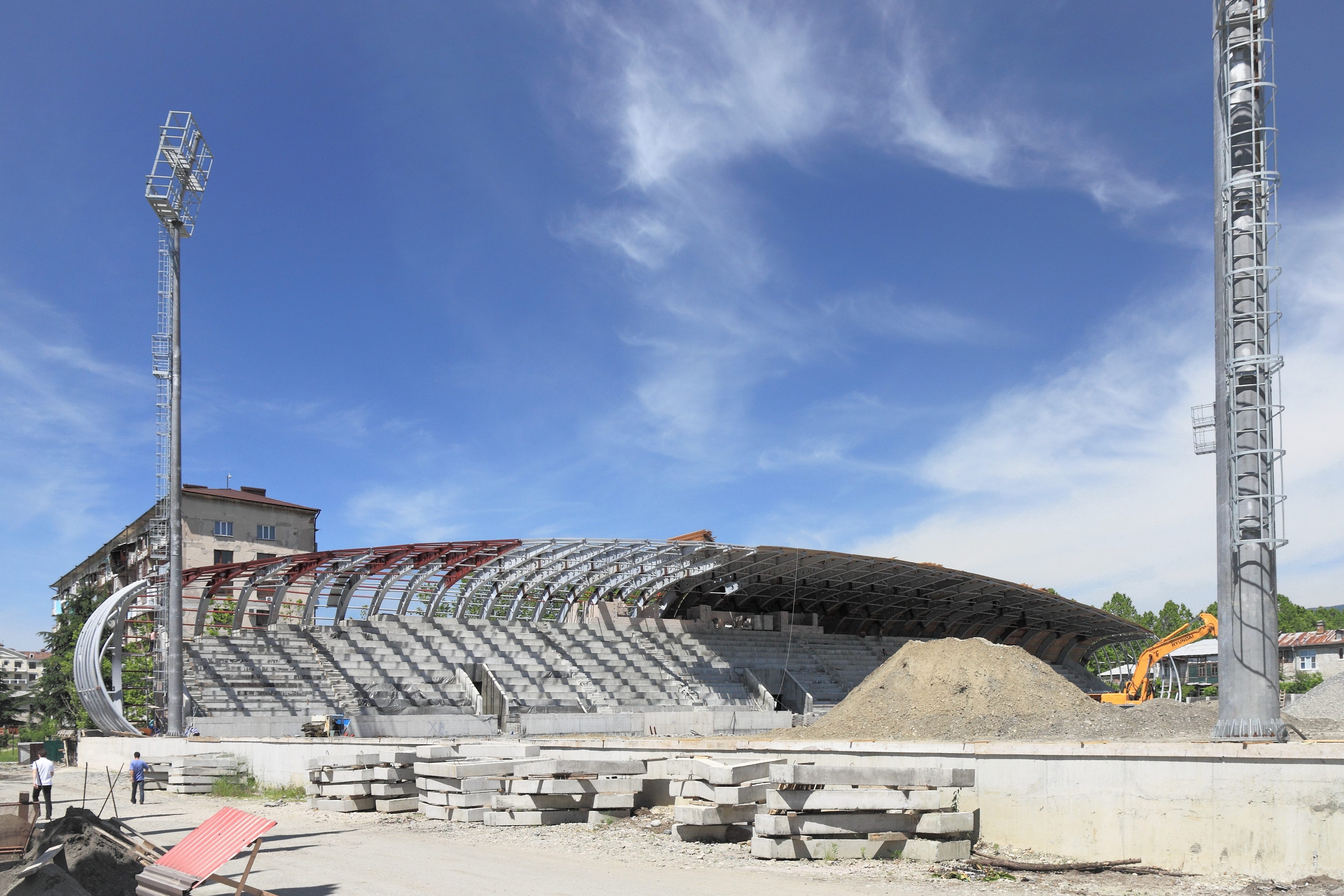
Stadion "Dynamo" w budowie

SK Dinamo Suchumi (gruz. სკ დინამო სოხუმი, ros. Футбольный клуб «Динамо» Сухум) – klub piłkarski z siedzibą w Suchumi.

## Historia
Chronologia nazw:
- 1927—1960: Dinamo Suchumi
- 1961: Rica Suchumi
- 1962—1991: Dinamo Suchumi
- 2008—...: Dinamo Suchumi

Klub został założony w 1927 jako Dinamo Suchumi. Na początku występował w rozgrywkach lokalnych. W 1946 debiutował w rozgrywkach Trzeciej Grupie, strefie zakaukaskiej Mistrzostw ZSRR, ale po reorganizacji systemu lig pożegnał się z rozgrywkami na szczeblu profesjonalnym. W 1961 zmienił nazwę na Rica Suchumi i startował w Klasie B, strefie 1, ale już w następnym sezonie powrócił do poprzedniej nazwy. W 1963 w wyniku kolejnej reorganizacji systemu lig spadł do Klasy B, strefie 1. W 1970 po następnej reorganizacji okazał się w Klasie B, strefie 2. Ale już od 1972 do 1989 występował we Wtoroj Lidze, z wyjątkiem lat 1974-1976, kiedy grał w rozgrywkach lokalnych. W 1989 zdobył mistrzostwo Wtoroj Ligi i awans do Pierwszej Ligi. W 1990 odmówił uczestnictwa w pierwszych rozgrywkach o Mistrzostwo niepodległej Gruzji, zgłosił się natomiast do rozgrywek w Pierwszej Lidze WNP. Po sezonie 1991 zawiesił występy na profesjonalnym poziomie. W 2008 zgłosił się do rozgrywek w grupie południowej Rosyjskiej Ligi Amatorskiej od sezonu 2009, jednak nie otrzymał jeszcze oficjalnego zezwolenia.
W sezonie 2005/2006 w Pirveli Liga występował inny klub o nazwie Dinamo Suchumi, z siedzibą w Tbilisi.

## Sukcesy
- Wtoraja Liga ZSRR:

mistrz: 1989
- Mistrzostwa Gruzińskiej SRR:

mistrz: 1944, 1948
- Puchar Gruzińskiej SRR:

zdobywca: 1948